# Khitab
Khattab (tiếng Ả Rập: خطاب, cũng đánh vần là Khutab hoặc Khattab) là một thị trấn ở phía tây bắc Syria, một phần hành chính của Tỉnh Hama, phía tây bắc của Hama nằm gần sông Orontes. Các địa phương lân cận bao gồm Qamhana ở phía đông, Shihat Hama ở phía đông nam, Kafr al-Tun ở phía tây nam, al-Majdal ở phía tây, Mhardeh và Halfaya ở phía tây bắc và Taybat al-Imam ở phía đông bắc. Theo Cục Thống kê Trung ương, Khitab có dân số 10.830 trong cuộc điều tra dân số năm 2004. Cư dân của nó chủ yếu là người Hồi giáo Sunni.
Vào cuối năm 1829, trong thời kỳ Ottoman, Khitab là một phần của Sanjak (Quận) của Hama. Nó bao gồm 55 feddan và đã trả 5.610 qirsh tiền thuế cho kho bạc. Vào những năm 1930, khoảng hai phần ba đất đai của làng thuộc sở hữu của gia đình al-Azm. Năm 1838, Khitab được ghi nhận là một ngôi làng Hồi giáo.